# Arta (Grécia)
Arta (em grego: Άρτα) é uma cidade com uma rica história no noroeste da Grécia, capital da Prefeitura de Arta, na província de Epiro. A cidade foi conhecida na antiguidade como Ambrácia (em grego:  Αμπρακία).
Arta é conhecida pela sua ponte, a Ponte velha de Arta localizada sobre o rio Aracto. É também conhecida pelos vestígios antigos de Pirro de Epiro e pelo castelo do século XIII, um dos mais bem preservados da Grécia. A rica história bizantina de Arta é testemunhada por variadas igrejas bizantinas como a Igreja da Parigoritissa construída cerca de 1290 pelo déspota Nicéforo I Comneno Ducas (r. 1268–1297). A cidade é assento do Instituto Educativo Tecnológico de Epiro (T.E.I.).